# ビール愛好者党 (ポーランド)

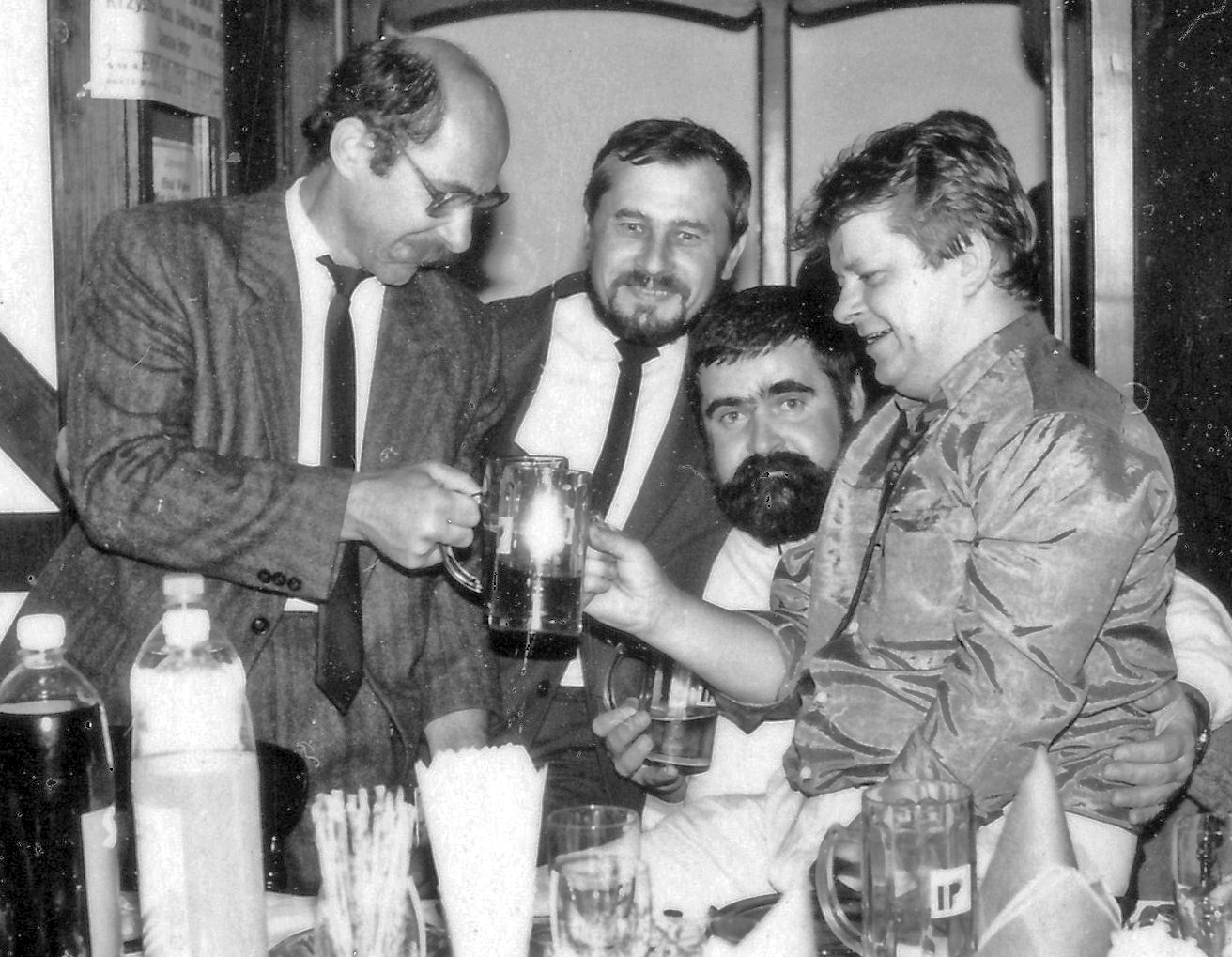
会合でのヤヌシュ・レヴィンスキ
（右から2番目）

ポーランドビール愛好者党（PPPP、ポーランド語: Polska Partia Przyjaciół Piwa）は、1990年に俳優のヤヌシュ・レヴィンスキが立ち上げたポーランドの政党である。立党の目的は、ウォッカに代わってイギリス式にパブでビールを飲む習慣を普及させ、ひいてはアルコール依存症を撲滅することであった。
ユーモラスな党名にくわえ、当時はポーランド国民の間で政治改革への落胆が広まったこともあり、選挙においてビール愛好者党は一定の得票を得ることに成功した。この党の支持者にとっての魅力はよく聞かれる次の意見に集約される。つまり、もしビール愛好者党が政権をとっても「いまより良くはならないが、間違いなく楽しいことにはなる」。
立党の時点でこそジョークであったが、時が経つにつれ、党関係者たちは真剣に綱領を練るようになった。それどころか、出されるビールが美味しくあるようにという党是は、結社と表現の自由、知的な寛容さ、より高い生活水準を象徴するものとさえなった。1991年の下院選挙において、このユーモラスな名前をもつ政党は、政治に幻滅していた大衆からの票を集め全体の2.97%の票を獲得し、16議席を得た。
しかしその後、レヴィンスキが「ビールは大麦か小麦かじゃない、味が全てなんだ」と弁舌をふるったにもかかわらず、ビール愛好者党はラガービール派とライトビール派に分裂してしまう。
ラガービール派は「ポーランド経済計画」を名乗り、その奇抜なイメージを払拭するため、民主連合や自由民主会議と連係して、ハンナ・スホツカを首相候補として擁立する流れに加わった。
その後、ポーランドビール愛好者党は活動を停止した。